# FC Inter Turku
Ez a szócikk a finn turkui labdarúgóklubról szól. A milánói klubhoz lásd az Internazionale szócikket.
Az FC Inter Turku (ismert még FC Inter és Inter Turku néven is) egy finn labdarúgóklub, melynek székhelye Turkuban található.
1990-ben alapították, jelenleg a Veikkausliigában játszik. Turku város másik csapatával, a TPS-sel együtt az élvonalban szerepel. A két klub közösen használt stadionja a Veritas Stadion.
Az FC Inter tartalékcsapata az FC Sinimustat, amely jelenleg a finn harmadosztályban, a Kakkonenben játszik. A klub 14 ifjúsági csapatot és egy utánpótlás akadémiát is működtet.

## Története
A klubot 1990-ben alapította Stefan Håkans, a vontatóhajózással foglalkozó Alfons Håkans cég ügyvezető igazgatója. Az egyesület utánpótláscsapatként kezdte, majd 1992-ben megalapították a felnőtt csapatot is, amely első évében a finn bajnokság negyedosztályába kapott besorolást. A következő évben már a harmadosztályban szerepelt, mivel a másik helyi klub, a Turun Toverit anyagi nehézségekkel küzdött, így a helyén indult. Timo Sinkkonen vezetőedző új játékosokat igazolt, melynek eredményeként a klub megnyerte a bajnokságot és feljutott a második vonalba.
Az Ykkönenben két idényt követően 1995-ben az első helyen végzett és feljutott, emellett a finn kupában (Suomen Cup) bejutott az elődöntőbe. 1996-ra a játékoskeretet megerősítették. Először fordult elő, hogy a két turkui csapat, a TPS és az Inter is egyaránt az első osztályban szerepelt. Az egymás elleni mérkőzésen megdőlt a klub nézettségi rekordja, 8200 néző volt kíváncsi a helyszínen a helyi rangadóra. A klub nézőcsúcsa csak 2008-ban dőlt meg, amikor az FC Lahti elleni találkozón 8479 néző kíséret figyelemmel a mérkőzést.
Két évnyi élvonalbeli tagság után kiesett a csapat, miután a bajnokság utolsó helyén végzett. Ennek ellenére a következő szezonban ismét kivívta a feljutást, miután az alapszakaszban a déli csoport élén végzett, a feljutásért rendezett rájátszásban pedig a harmadik helyet szerezte meg. Új külföldi játékosokat igazoltak a keret megerősítése érdekében, mint például a svéd Richard Teberio vagy az argentin Fernando Della Sala. Ezt követően a csapat rendszerint a 7. és a 4. hely között végzett a bajnokságban, amit az újabb külföldi játékosok és az utánpótlás akadémia fiatal tehetségeinek beépítésével biztosítottak.
A 2006-os idény közben a csapat kirúgta Kari Virtanen edzőt, mivel a bajnokságban gyenge teljesítményt nyújtott. A helyére René van Ecket nevezték ki. A szezon végére ő is csak a 10. helyre tudta behozni a csapatot, így a bajnokság végén visszatért a svájci FC Wohlen kapitányi posztjára. A helyét egy szintén holland edző, Job Dragtsma vette át 2007-ben, aki azóta is a csapat trénere.
A 2007-ben elért 9. hely ellenére némi meglepetésre a 2008-as idény végén története során először nyerte meg a bajnokságot, miután az utolsó fordulóban az FF Jaro ellen 2–0-s győzelmet aratott.

## Sikerlista
Veikkausliiga (finn első osztály)
- Aranyérmes: 1 alkalommal (2008)

Finn kupa
- Győztes: 1 alkalommal (2009)

Liigacup (finn ligakupa)
- Győztes: 1 alkalommal (2008)
- Döntős: 1 alkalommal (2007)

Ykkönen (finn másodosztály)
- Aranyérmes: 1 alkalommal (1995)

## Eredmények szezononként
| Szezon | Oszt. | Hely. | M  | Gy | D | V  | Lg | Kg | Gk  | P  | Kupa          | BL/Intertotó |
| ------ | ----- | ----- | -- | -- | - | -- | -- | -- | --- | -- | ------------- | ------------ |
| 2008   | 1     | 1     | 26 | 15 | 9 | 2  | 46 | 12 | +34 | 54 | 6. forduló    | —            |
| 2007   | 1     | 9     | 26 | 9  | 6 | 11 | 32 | 28 | +4  | 33 | negyeddöntős  | —            |
| 2006   | 1     | 10    | 24 | 7  | 7 | 10 | 25 | 35 | –10 | 28 | negyeddöntős  | —            |
| 2005   | 1     | 5     | 26 | 12 | 8 | 6  | 37 | 20 | +17 | 44 | 5. forduló    | 2. forduló   |
| 2004   | 1     | 4     | 26 | 13 | 5 | 8  | 42 | 34 | +8  | 44 | 5. forduló    | —            |
| 2003   | 1     | 7     | 26 | 10 | 5 | 11 | 43 | 41 | +2  | 35 | negyeddöntős  | —            |
| 2002   | 1     | 6     | 29 | 9  | 9 | 11 | 33 | 29 | +4  | 36 | nyolcaddöntős | —            |
| 2001   | 1     | 5     | 33 | 15 | 4 | 14 | 46 | 47 | –1  | 49 | negyeddöntős  | —            |
| 2000   | 1     | 7     | 33 | 11 | 7 | 15 | 47 | 54 | –7  | 40 | elődöntős     | —            |
| 1999   | 1     | 5     | 29 | 11 | 6 | 12 | 38 | 37 | +1  | 39 | —             | —            |
| 1998   | 2     | 3     | 27 | 13 | 7 | 7  | 41 | 26 | +15 | 49 | nyolcaddöntős | —            |
| 1997   | 1     | 10    | 27 | 6  | 8 | 13 | 23 | 42 | –19 | 26 | negyeddöntős  | —            |
| 1996   | 1     | 6     | 27 | 11 | 6 | 10 | 28 | 30 | –2  | 39 | —             | —            |
| 1995   | 2     | 1     | 26 | 17 | 5 | 4  | 63 | 20 | +43 | 56 | elődöntős     | —            |
| 1994   | 2     | 3     | 26 | 11 | 9 | 6  | 47 | 25 | +22 | 42 | —             | —            |
| 1993   | 3     | 1     | -  | -  | - | -  | -  | -  | -   | -  | —             | —            |
| 1992   | 4     | ?     | -  | -  | - | -  | -  | -  | -   | -  | —             | —            |

2008. október 26. szerint.

Oszt. = Bajnoki osztály; Hely. = Bajnoki helyezés; M = Lejátszott mérkőzések; Gy = Győzelmek; D = Döntetlenek; V = Vereségek; Lg = Lőtt gólok; Kg = Kapott gólok; Gk = Gólkülönbség; P = Pontok; Kupa = Suomen Cup; BL/Intertotó = UEFA-bajnokok ligája/Intertotó-kupa.
|  | bajnok/kupagyőztes |
|  | feljutott          |
|  | kiesett            |

## Nemzetközi kupaszereplés

### Intertotó-kupa
Fennállása során első alkalommal 2005-ben szerepelt a nemzetközi kupaporondon, akkor az Intertotó-kupába jutott be. Az első fordulóban az izlandi ÍA Akranes ellen játszott, a hazai pályán elért gólnélküli döntetlent követően az idegenbeli 4–0-s győzelemmel jutott tovább. A második körben a horvát NK Varteks elleni párharc nagy csatát hozott. Az idegenben elszenvedett 4–3-as vereséget követően otthon 2–2-es döntetlennel ért véget a visszavágó, így 6–5-ös összesítés után esett ki a csapat.

### UEFA-bajnokok ligája
Második ízben a 2008-as szezont követően kvalifikálta magát a klub az európai kupaküzdelmekbe. A bajnoki cím birtokosaként a 2009–2010-es UEFA-bajnokok ligája selejtezőjének második fordulójába szerzett indulási jogot. A moldáv Sheriff Tiraspol elleni párharc során hazai pályán majd vendégként is 1–0-s vereséget szenvedett, így 2–0-s összesítéssel esett ki első bajnokok ligája szereplése alkalmával.

### Eredmények
| Szezon    | Esemény              | Forduló        | Ellenfél         | 1. mérk. | Visszav. | Össz. |
| --------- | -------------------- | -------------- | ---------------- | -------- | -------- | ----- |
| 2005      | Intertotó-kupa       | 1. forduló     | ÍA Akranes       | 0–0      | 4–0      | 4–0   |
| 2005      | Intertotó-kupa       | 2. forduló     | NK Varteks       | 3–4      | 2–2      | 5–6   |
| 2009–2010 | UEFA-bajnokok ligája | Sel., 2. ford. | Sheriff Tiraspol | 0–1      | 0–1      | 0–2   |

Összesítés
| Esemény              | M | Gy | D | V | Rg | Kg | Gk |
| -------------------- | - | -- | - | - | -- | -- | -- |
| UEFA-bajnokok ligája | 2 | 0  | 0 | 2 | 0  | 2  | –2 |
| Intertotó-kupa       | 4 | 1  | 2 | 1 | 9  | 6  | +3 |
| Összesen             | 6 | 1  | 2 | 3 | 9  | 8  | +1 |

M = Lejátszott mérkőzések; Gy = Győzelmek; D = Döntetlenek; V = Vereségek; Lg = Lőtt gólok; Kg = Kapott gólok; Gk = Gólkülönbség

## Jelentős játékosok
| - Lee Isaac - Steven Polack - Luciano Álvarez - Diego Corpache - Fernando Della Sala - Raul Peralta - Aristides Pertot - Ryan Botha - Magnus Bahne - Anders Eriksson - Tero Forss - Jermu Gustafsson | - Mats Gustafsson - Miikka Ilo - Valtter Laaksonen - Petri Lehtonen - Samuli Lindelöf - Mathias Lindström - Mika Mäkitalo - Ari Nyman - Tomi Petrescu - Erkka Petäjä - Vesa Rantanen - Jyrki Rovio | - Teemu Turunen - Jari Vanhala - Jami Wallenius - Jos Hooiveld - Domagoj Abramović - Marcel Mahouvé - Serge N'Gal - Artim Šakiri - Dominic Chatto - Joakim Jensen - Martin Kayongo-Mutumba - Richard Teberio |

## Korábbi vezetőedzők
- Anders Romberg (1992)
- Timo Sinkkonen (1993–1994)
- Hannu Paatelo (1995–1997)
- Tomi Jalo (1997–1998)
- Steven Polack (1998)
- Timo Askolin (1999–2000)
- Pertti Lundell (2001–2002)
- Kari Virtanen (2003–2006)
- René van Eck (2006)
- Job Dragtsma (2007 óta)

## Külső hivatkozások
- Hivatalos honlap Archiválva 2022. március 30-i dátummal a Wayback Machine-ben (finnül) (angolul) (svédül)
- Az FC Inter Turku az UEFA.com-on (angolul)
- Az FC Inter Turku a footballdatabase.eu-n (angolul)
- Az FC Inter Turku a national-football-teams.com-on[halott link] (angolul)
- Az FC Inter Turku a transfermarkt.de-n (németül)
- Az FC Inter Turku a weltussball.de-n (németül)
- UltraBoyz – szurkolói honlap (finnül)